# Gabinet Johna Adamsa
Gabinet  Johna Adamsa – został powołany i zaprzysiężony w 1797.

## Skład
| Departament/Funkcja | Zdjęcie | Imię i nazwisko    | Kadencja  |
| ------------------- | ------- | ------------------ | --------- |
| Prezydent           |         | John Adams         | 1797-1801 |
| Wiceprezydent       |         | Thomas Jefferson   | 1797-1801 |
| Sekretarz stanu     |         | Timothy Pickering  | 1797-1800 |
|                     |         | John Marshall      | 1800-1801 |
| Wojna               |         | James McHenry      | 1797-1800 |
|                     |         | Samuel Dexter      | 1800-1801 |
| Skarb               |         | Oliver Wolcott Jr. | 1797-1800 |
|                     |         | Samuel Dexter      | 1801      |
| Sprawiedliwość      |         | Charles Lee        | 1797-1801 |
| Poczta              |         | Joseph Habersham   | 1797-1801 |
| Marynarka wojenna   |         | Benjamin Stoddert  | 1797-1801 |